# Amadeus
Amadeus es una película estadounidense de 1984 que mezcla el género musical y el drama, dirigida por Miloš Forman y escrita por Peter Shaffer, basada en su propia obra de teatro. No es una biografía estricta, es de naturaleza libre y ficcional, en parte inspirada biográficamente en hechos reales de la vida de los compositores Antonio Salieri y Wolfgang Amadeus Mozart y en parte ficción y drama, narrando la supuesta rivalidad entre ambos hombres, alimentada por la envidia, el egoísmo y la admiración de Salieri hacia Mozart. 
La película muy bien estructurada usando la música de Mozart, la notable actuación de F.Murray Abraham y Hulce y con una armonía escénica notable recibió cuarenta premios, entre ellos: ocho Premios Óscar, cuatro BAFTA, cuatro Globos de Oro y un Premio del Sindicato de Directores. En 1998, el American Film Institute situó Amadeus en el puesto N.º 53 en su lista de las 100 películas más representativas del cine estadounidense.

## Argumento
Una noche de 1823, los sirvientes del compositor Antonio Salieri descubren que su anciano patrón ha intentado cortarse el cuello, tras confesar a gritos haber asesinado a Wolfgang Amadeus Mozart. Salieri es ingresado a un sanatorio y es visitado por un sacerdote que desea confesarlo y ofrecerle el perdón de Dios, a cuyos ojos “todos los hombres son iguales”. Al escuchar esto, Salieri confiesa que desde su infancia sintió admiración por Mozart, un niño prodigio que interpretaba para reyes, emperadores e incluso el Papa, dando conciertos en exitosas giras por toda Europa.
El joven Salieri ofrece a Dios su castidad, su industria y humildad, a cambio de que Dios le conceda los dones necesarios para ser un gran compositor, cuya música sea amada y recordada para siempre. Poco después, el padre de Salieri, que se oponía al llamado musical de su hijo, se asfixia con un trozo de comida y el joven Salieri considera esto como una señal milagrosa de que Dios ha aceptado su ofrenda. Salieri sigue su vocación, felizmente llega a convertirse en el compositor de la corte del Emperador José II de Austria, así como uno de los músicos más ricos y respetados de Viena. Salieri cree que es el mejor compositor, es feliz y se mantiene fiel a su voto con Dios agradeciéndole por cada acierto musical.
En 1781, recuerda Salieri, asiste a una velada donde espera conocer a Mozart en casa de su patrón, y se horroriza al descubrir que Mozart es un joven sin clase, poco atinado, obsceno, burlón y con una risa estridente, hasta el punto de esperar que el supuesto talento musical de Mozart sea un accidente y no obra de Dios. Salieri  había compuesto una marcha alegre para recibir a Mozart que el emperador interpreta cuando Mozart es llevado a su presencia. Por su parte, el Emperador decide encargar a Mozart una ópera para el Teatro Nacional, y Salieri compone una marcha de bienvenida para recibirlo. 
Al ingresar, Mozart comete la torpeza de confundir a Van Swieten con el emperador. El emperador presenta a Mozart aduciendo que lo conocía desde la niñez y que había tenido un percance con su hermana, Mozart deja escapar una risa estridente y destemplada causando estupor en los asistentes.
Mozart entabla una tensa relación con los músicos italianos: el conde Orsini-Rosenberg y el maestro de capilla Bonno; pero encuentra favor con los alemanes: el barón Van Swieten, el chambelán y el propio Emperador, quien ordena que el idioma de la ópera sea alemán (para disgusto de los italianos).  Mozart aduce conocer la obra de Salieri y este en forma irónica le indica que cual de todas conoce, Mozart le indica la obra y que además ha tomado otras partituras de Salieri y que al modificarlas resultaron aceptables provocando con esto un disgusto soterrado en Salieri.
Mozart interpreta, al solo oído y  de memoria, la marcha de bienvenida que Salieri compuso para él mirándolo a los ojos y la “mejora” hasta convertirla en el tema de Non piu adrai. Salieri se siente humillado y no halla la hora de salir del lugar. Luego Salieri en su habitación reprocha a Dios. 
La ópera de Mozart, El rapto en el serrallo, se estrena con gran éxito, y el Emperador invita a Mozart a quedarse en Viena. Sin embargo, hay dos momentos incómodos, cuando el Emperador se queja de que la ópera tiene “demasiadas notas”, y cuando la arrendadora de Mozart revela que su hija, la joven Constanze Weber, es la prometida del compositor, noticia que genera el resentimiento de la soprano Caterina Cavalieri quien pretendía a Mozart y de quien Salieri está enamorado. Salieri comprende que Mozart y Cavalieri tuvieron un amorío, y reza a Dios para que Mozart regrese a su natal Salzburgo, pero contrario a los deseos de su padre, Mozart se casa con Constanze y se establece en Viena.
El Emperador desea asignar a Mozart como tutor musical de su sobrina, pero ante la sugerencia de Salieri decide someter el puesto a elección de un comité de compositores. Mozart se rehúsa a poner su trabajo en manos de sus colegas italianos, y Constanze, sin decirle a su esposo, visita a Salieri para pedir que le asignen el puesto; para demostrar la aptitud de Mozart, Constanze presenta a Salieri una selección de partituras originales. Al descubrir que, al tratarse de originales y no copias (se entera de que Mozart jamás hace copias o borronea sus partituras), son los primeros y únicos borradores que Mozart ha escrito este accede y los revisa descubriendo que es música como "salida de Dios", sin borrones ni correcciones, la admiración y a su vez la envidia de Salieri crece,  ya que la música fue escrita como si Mozart la tuviera lista en su mente, con tal perfección que una sola nota faltante haría que toda la estructura musical se cayera.
Salieri responde a Constanze que está abierto a dar el trabajo a Mozart, con la condición de que ella regrese sola esa misma noche, alegando que “algunos servicios requieren servicios a cambio”. Esa noche, Salieri se postra de rodillas, suplicando a Dios que entre en él y le permita escribir una sola pieza de música verdaderamente inspirada, pero antes de que pueda terminar su oración, el criado de Salieri le anuncia que Constanze ha vuelto. Constanze está dispuesta a pagar el precio establecido por Salieri, pero cuando empieza a desvestirse, Salieri llama a su criado y le ordena que le muestre la salida. Constanze regresa a su casa, herida y humillada. 
Esa noche, Salieri decepcionado, se declara enemigo de Dios por haber elegido como su instrumento a un simple muchacho al que considera sucio, obsceno e infantil, mientras que a él sólo le permite reconocer dicha encarnación. Salieri quema su crucifijo como símbolo de la renuncia a su fe, y jura que hará todo lo posible para arruinar a Mozart y, de esa manera, vengarse de Dios. 
Mozart, desempleado, recibe la visita de su padre Leopold, preocupado por el matrimonio de su hijo, el desorden de su casa y los rumores de que vive en deudas, algo que Mozart descarta como una mentira; para colmo, Leopold descubre que Constanze está embarazada. Para celebrar la llegada de su padre, Mozart lleva a Constanze y a Leopold a una fiesta de disfraces, a la que también asiste Salieri, enmascarado. Leopold, con un disfraz negro con máscara y sombrero tricornio, le pide a su hijo que regrese con él a Salzburgo, pero Mozart ignora su pedido y continúa festejando, aceptando el reto de tocar una melodía en clavicémbalo, al estilo de diferentes compositores, como Johann Sebastian Bach, Gluck y Händel (a quienes desestima) y Antonio Salieri, algo que Mozart cumple de manera burlona, haciendo de Salieri un hazmerreír. Sin que Mozart lo sepa, fue el propio Salieri quien propuso su nombre, y aunque considera que la risa de Mozart es la risa de Dios, está convencido de que él reirá de último.
Las tensiones entre Leopold y Constanze empeoran cada vez más, llegando al límite cuando reciben la visita de Lorl, una joven criada que ofrece sus servicios de limpieza, asegurando que serán pagados por un admirador anónimo de Mozart. Leopold no está de acuerdo en dejarla entrar, pero tras una riña con Constanze, para quien la decisión no le corresponde a él, Leopold decide irse. Resulta ser que Lorl ha sido enviada por Salieri como una espía, y gracias al acceso que ella le permite, descubre que Mozart está trabajando en una nueva ópera: Las bodas de Fígaro, cuyo tema ha sido prohibido por el Emperador, debido a sus implicaciones políticas. Sin embargo, tras una audiencia donde el Emperador y sus músicos (excepto Salieri) cuestionan su elección de tema, Mozart logra convencer al Emperador de que su ópera es sólo una comedia y más aún música como nunca se ha escuchado antes.
El Emperador autoriza los ensayos, Salieri y sus colegas italianos planean un nuevo ataque contra Mozart, denunciando el ballet que se da en el Tercer Acto, debido a que el Emperador también ha prohibido el ballet. El conde Orsini-Rosenberg arranca las páginas de la partitura y Mozart, desesperado, acude a Salieri para rogarle que hable con el Emperador y lo convenza de permitir el ballet, a lo que Salieri accede. Por supuesto, nunca lo cumple, pero durante un ensayo, el Emperador en persona asiste para ver, y al disgustarse de lo extraño que se ve el baile sin música, solicita a Orsini con enojo que reinstauren el ballet. Mozart cree que fue gracias a la intervención de Salieri. 
La ópera se estrena, y aunque Salieri reconoce su grandeza, se alegra de que sólo tuviera nueve funciones antes de cerrar. Mozart le confía su frustración a Salieri, incapaz de entender cómo pudo haber fracasado si, en su opinión es la mejor ópera escrita hasta el momento. Salieri considera que la música de Mozart exige demasiada atención a la poca concentración del Emperador, y lo invita a su propia ópera, Axur, rey de Ormuz, que el Emperador aclama como la mejor ópera escrita hasta el momento.
Mozart recibe la noticia de que su padre ha muerto, y sumergido en la tristeza y la culpa, compone Don Giovanni, simbolizando en la figura del Comendador a Leopold, exigiendo al protagonista que se arrepienta antes de que sea demasiado tarde. Salieri, partido en dos por su amor a la música de Mozart y su odio al propio Mozart, reconoce que utilizó su influencia para que la ópera fracasara y, sin embargo, asistió a cada una de sus representaciones. Más aún, al ver que la influencia de Leopold sigue siendo poderosa sobre su hijo, Salieri descubre una manera de destruir a Mozart y vencer a Dios. 
Para 1791, Mozart ha caído en el alcoholismo y su salud comienza a empeorar. Una noche, recibe la visita de Salieri, disfrazado con el mismo traje negro que Leopold utilizó en el pasado, y queda pasmado de horror. Sin revelar su identidad, Salieri ofrece a Mozart una gran suma de dinero, a cambio de la composición de una misa de réquiem “para un hombre que la merecía y no la tuvo”. El plan de Salieri consiste en obligar a Mozart a componer el réquiem para luego asesinarlo e interpretar el réquiem en su funeral haciéndolo pasar como obra suya.
Al mismo tiempo, el cantante y amigo de Mozart, Emanuel Schikaneder, convence a Mozart de componer La flauta mágica, algo que Constanze no ve con buenos ojos, ya que la remuneración es dudosa. Mozart trabaja en ambas obras, bajo presión de Schikaneder (quien se molesta al saber que Mozart está escribiendo un réquiem) y de Salieri (quien se molesta al saber que está escribiendo una ópera). Harta del alcoholismo y libertinaje de su esposo y motivada por su madre, Constanze se va de la casa, llevándose a su hijo pequeño, poco antes de que Mozart estrene La flauta mágica, que recibe una gran acogida por parte del público.
Sin embargo, cerca del final, Mozart colapsa de agotamiento, y Salieri lo lleva a su casa. Una vez allí, Mozart agradece a Salieri por ser el único de sus colegas en asistir, y Salieri por fin le revela: “En verdad eres el compositor más grandioso que conozco”. Schikaneder llega poco después para dar a Mozart su parte de las ganancias, y aunque se retira, se muestra intranquilo de que Salieri esté ahí. Salieri dice a Mozart que el dinero vino de parte del hombre que encargó el réquiem y que éste accederá a pagarle el doble si lo tiene listo para el día siguiente. Mozart reconoce que es imposible, pero Salieri se ofrece para ayudarle y Mozart accede.
Mientras que Constanze, arrepentida, se prepara para volver a Viena, Mozart y Salieri trabajan juntos en la composición del réquiem, con Mozart dictando y Salieri copiando. Trabajan toda la noche completando el Confutatis, y al amanecer, Mozart, débil y enfermo, pide perdón a Salieri, avergonzado por creer que su colega no se interesaba en él o en su trabajo. Salieri no sabe qué responder. Poco después, Constanze y su hijo llegan a casa, donde Constanze logra reconciliarse con Mozart, ahora débil e incapaz de hablar. Sin embargo, de inmediato Constanze se sorprende y disgusta al ver a Salieri en su casa y le pide que se vaya, lamentando no tener ningún criado que le muestre la salida. Salieri argumenta que está ahí con el permiso de Mozart, y al ver el réquiem, Constanze toma las partituras y las guarda bajo llave en un estante, quedando así fuera del alcance de Salieri, y cuando ella se vuelve a su esposo para preguntar su opinión, Constanze y Salieri descubren, sobresaltados, que Mozart ha muerto.
Mozart es velado por su familia y pocos colegas (Salieri siendo uno de ellos) y es llevado sin mayores ceremonias a un cementerio, donde es sepultado en una fosa común.
De vuelta en 1823, el sacerdote está horrorizado, tras haber pasado la noche entera escuchando la confesión del viejo Salieri. Salieri acusa a Dios de haber preferido matar a Mozart, su propio amado, antes que darle a él, Salieri, tan siquiera la más pequeña parte de su gloria; además de eso, Salieri considera que Dios le ha permitido sobrevivir a Mozart por treinta y dos años para ver cómo, con el paso del tiempo, su música va cayendo en el olvido mientras que la música de Mozart sigue siendo amada y recordada. 
Un asistente del sanatorio entra al cuarto para llevar a Salieri a darse un baño y desayunar, y antes de que lo retiren, Salieri consuela al sacerdote, diciendo que hablará por él y por todas las mediocridades del mundo, ya que él es su campeón y santo patrono. Salieri, llevado a través del pasillo, se dirige a los demás pacientes, absolviéndolos de su mediocridad.
Al cruzar las manos sobre el pecho y cerrar los ojos, Salieri escucha la risa estridente de Mozart.

## Reparto
- F. Murray Abraham como Antonio Salieri.
- Tom Hulce como Wolfgang Amadeus Mozart.
- Elizabeth Berridge como Constanze Mozart.
- Roy Dotrice como Leopold Mozart.
- Simon Callow como Emanuel Schikaneder.
- Christine Ebersole como Caterina Cavalieri.
- Jeffrey Jones como Emperador José II.
- Charles Kay como el Conde Franz Orsini-Rosenberg.
- Kenneth McMillan como Michael Schlumberg.
- Barbara Bryne como Frau Cäcilia Weber.
- Roderick Cook como el Conde Johann Kilian Von Strack.
- Milan Demjaneko como Karl Mozart.
- Peter DiGesu como Francesco Salieri.
- Richard Frank como el padre Vogler.
- Patrick Hines como el Kapellmeister Giuseppe Bonno.
- Nicholas Kepros como el Conde de Colloredo.
- Jonathan Moore como el Baron Gottfried Van Swieten.
- Cynthia Nixon como Lorl.
- Vincent Schiavelli como el Mayordomo de Salieri.
- Douglas Seale como el conde Arco.
- Kenny Baker como el actor que parodia al Comendador.
- Vladimír Svitácek como papa Clemente XIV

## Producción
Amadeus fue inicialmente una obra teatral escrita por el dramaturgo británico Peter Shaffer en 1979. Fue estrenada en Londres, con Paul Scofield como Salieri y Simon Callow como Mozart.
Ian Mckellen ganó el premio Tony por su encarnación de Salieri y Tim Curry fue candidato en 1980 por lo correspondiente con Mozart. En el año 2000, la obra fue repuesta, y el actor David Suchet fue propuesto como candidato al premio al mejor actor.
En 1981, Miloš Forman asistió a la puesta en escena de Amadeus en Broadway y abandonó el teatro desencantado. Forman odiaba las películas y obras biográficas de músicos debido a que las hallaba profundamente aburridas. Sin embargo, tras presenciar el primer acto, Forman se acercó a un nervioso Peter Shaffer (quien conocía la trayectoria de Forman y sabía que él se encontraba en la función) y emocionado, le comentó: «Si el segundo acto es tan bueno como el primero, haré la película». El resto, como se suele decir, es historia. Tanto Peter Shaffer como Miloš Forman trabajaron en conjunto durante cuatro exhaustivos meses de 1982 en la redacción del guion, aunque los créditos finalmente reconocen solo a Shaffer como guionista.
El libreto teatral difiere en dos aspectos muy importantes para la película:
- Salieri habla al público y no a un sacerdote cuando narra su historia.

- La ausencia de música.

Miloš Forman descubrió acertadamente mientras trabajaba el guion con Shaffer que la versión cinematográfica contaba en el momento con un tercer personaje: la propia música de Wolfgang Amadeus Mozart. Forman sugirió a Shaffer extender el guion, mostrando entonces escenas completas de las óperas y música de Mozart para que estas ilustraran aún mejor la intrincada trama, dando como resultado una película con un guion tan sólido en el texto como efectiva en su función de espectáculo cinematográfico.

## Premios

### Premios Óscar de 1984
| Mejor película            | Amadeus                                             | Ganador   |
| Mejor director            | Miloš Forman                                        | Ganador   |
| Mejor actor               | F. Murray Abraham                                   | Ganador   |
| Mejor actor               | Tom Hulce                                           | Candidato |
| Mejor guion adaptado      | Peter Shaffer                                       | Ganador   |
| Mejor fotografía          | Miroslav Ondrícek                                   | Candidato |
| Mejor montaje             | Nena Danevic Michael Chandler                       | Candidato |
| Mejor dirección artística | Patrizia Von Brandenstein Karel Cerny               | Ganador   |
| Mejor diseño de vestuario | Theodor Pistek                                      | Ganador   |
| Mejor maquillaje          | Paul LeBlanc Dick Smith                             | Ganador   |
| Mejor sonido              | Mark Berger Tom Scott Todd Boekelheide Chris Newman | Ganador   |

### Globos de Oro de 1985
| Mejor largometraje teatral             | Amadeus           | Ganador   |
| Mejor director                         | Miloš Forman      | Ganador   |
| Mejor actor en un largometraje - drama | F. Murray Abraham | Ganador   |
| Mejor actor en un largometraje - drama | Tom Hulce         | Candidato |
| Mejor actor de reparto                 | Jeffrey Jones     | Candidato |
| Mejor guion                            | Peter Shaffer     | Ganador   |

## Localizaciones
- Amadeus fue rodada principalmente en Praga, la capital de la República Checa, que en palabras del mismo Forman «conservaba el sabor del siglo XVIII gracias a la ineficacia comunista». Viena también fue parte de los escenarios. Las escenas de ópera se filmaron en el Teatro Estatal checo, el mismo lugar en el que Mozart estrenó su ópera Don Giovanni.

- Las escenas del manicomio donde es ingresado Salieri se rodaron en el Museo de las armas de Praga.

- Las escenas de palacio fueron rodadas en el del arzobispo de Salzburgo y el resto de imágenes en las calles de la misma ciudad.

## La leyenda sobre la muerte de Mozart
El argumento de la película de Miloš Forman gira en torno a Mozart, Salieri y sobre la leyenda romántica de la muerte de este primer compositor. En la vida real, Salieri ni siquiera llegó a presenciar la muerte de Mozart. Es cierto, sin embargo, que Mozart recibió el encargo de componer una misa de réquiem, el Réquiem K.626, que no conseguiría terminar debido a su enfermedad. Las circunstancias un tanto misteriosas bajo las que nació la obra han dado origen a una gran cantidad de leyendas románticas.
Estudios recientes han arrojado luz sobre este misterio. Lo cierto es que el conde Franz von Walsegg, gran aficionado a la música y que solía ofrecer veladas musicales en su casa, hizo el encargo del réquiem.
El 14 de febrero de 1791 murió la joven esposa del conde, que no había cumplido aún los 21 años. En honor a ella, el conde von Walsegg quiso hacer componer un réquiem especial que se estrenaría en su casa en el funeral. Así, él mismo encargó a uno de sus criados que fuera a hacerle esta oferta a Mozart, pero quiso conservar todo el asunto en secreto. Esto explica que el sirviente del conde apareciera tapado y encapuchado cuando acudía a la casa del compositor. Al final se descubrió que el conde pretendía proclamarse como único autor de la composición funeraria que había encargado y, así, cubrirse de gloria frente a sus colegas.
Mozart inició la composición durante sus últimos meses de vida e incluso llegó a creer que escribía el réquiem para su propio funeral a causa de los delirios de la enfermedad, que le hacían creer que la Muerte le había concedido un aviso para que pudiese componer su última pieza musical.
Comenzó a empeorar rápidamente el 4 de diciembre de 1791 cuando estaba terminando el pasaje de ''Lacrimosa''. Ese mismo día, unos amigos se reunieron en su casa e interpretaron dicho pasaje a capella, estando el compositor en cama. Al día siguiente, murió plácidamente en su lecho, a los 35 años. Según los doctores y los informes de la época, murió de fiebre reumática aguda, aunque entonces comenzó a circular el rumor de que había muerto envenenado por algún compositor envidioso, hecho que nunca se pudo demostrar.
El 6 de diciembre el cadáver fue bendecido en la catedral de Viena y a continuación fue llevado al cementerio de San Marcos, situado a 5 kilómetros de la ciudad, donde fue enterrado.
Su esposa Constanza no pudo proporcionarle un nicho o tumba, debido a los aprietos económicos por los que pasaba su matrimonio. Cuando por fin quiso poner una tumba al cadáver de su marido, el sepulturero no recordó dónde lo había enterrado, misterio que aún hoy permanece sin resolver.

## Mitos y realidades
Debe recalcarse que la intención tanto de Shaffer como de Forman no era hacer una biografía o documental sobre Mozart; por el contrario, la idea era crear una fantasía basada en un mito popular en los siglos XVIII y XIX (Mozart vs. Salieri), para así presentar el verdadero tema de la obra: el hombre en contra de Dios. De esta manera, la película construye un gran mito que para algunos seguidores de Mozart fue incluso ofensivo y se llegaron a realizar protestas en contra del papel que había tomado la productora, ya que presuntamente había contribuido a dañar la imagen de Mozart y degradarla del estatus de genio musical al de un ser estúpido con suerte. Protestas aparte, lo cierto es que Amadeus muestra a un Mozart cinematográficamente apasionante, altisonante y efectivo; mientras que Salieri es la representación del lado oscuro del ser humano frente a Dios.
Algunas diferencias con la realidad son:
- Antonio Salieri fue un músico muy respetable en Viena, e incluso más aclamado que Mozart. Se consideraba a Wolfgang un músico sin reconocimiento y, por ello, no conseguía trabajo tan fácilmente, además de que sus ideas novedosas no casaban con los intereses de la burguesía. Esta situación llevó al Emperador José II de Habsburgo a decir que Mozart usaba demasiadas notas. Salieri, por su parte, solía reconocer abiertamente el trabajo de Mozart y no se sentía ni amenazado ni menospreciado por él. El mito de su enfrentamiento se crea a partir de que Leopold Mozart dijera en una carta: «Salieri y sus acólitos harían lo que fuese para que Mozart no triunfase en Viena».

- Salieri no solo no ofreció su castidad a Dios, como aparece en la película, sino que se casó con Therese von Helferstorfer, tuvo siete hijas y varias amantes, entre las que se encontraba la actriz y cantante Caterina Cavalieri, que sí aparece en la película, aunque lo hace como amante de Mozart.

- El pequeño Salieri fue introducido en la música siguiendo el ejemplo de su hermano mayor (que no se menciona en el filme). A diferencia del hostil trato e intereses del padre de Salieri a su hijo en la película, quien aparentemente odia la música, en la realidad su vocación fue apoyada y financiada por este.

- El sentido del humor agudo que Mozart tenía está documentado históricamente, así como también su risa estruendosa de niño. Sin embargo, aspectos como que Mozart formaba parte de la francmasonería no se mencionan en el filme.

- Cuando en la película Mozart se encuentra en una fiesta de disfraces y se le pide que toque algo de  Händel, Mozart expresa que no le gusta, sin embargo el Mozart histórico era un gran admirador de Händel.

- Después de que Mozart se casara con Constanza Weber, su padre Leopoldo (quien siempre se opuso al matrimonio de ambos) se limitó a mantener una comunicación con su hijo vía postal y jamás volvió a visitarlos.

- Salieri, debido a su posición como compositor de la corte, difícilmente podía tener contacto con Mozart y aún menos con Constanza, por lo que nunca se relacionaron íntimamente como se retrata en el filme. (En algunas ediciones esta escenas fueron editadas).

- La composición de piano que Mozart interpreta al llegar ante el emperador José II y que supuestamente escribió Salieri en realidad es de Mozart, concretamente el aria "Non piú andrai", de Las bodas de Fígaro.

- Emanuel Schikaneder buscó a Wolfgang para ofrecerle escribir La Flauta Mágica cuando este se movía por tabernas de Viena y se encontraba solo, ya que Constanza se había mudado un tiempo a Baden para cuidar su frágil salud, y no en el teatro donde se presentaba Schikaneder ante la oposición de Constanza. Además, ambos músicos pasaban en esos momentos por una muy mala racha, por lo que la asociación les vino de maravilla a ambos.

- Mozart no solía escribir sobre una mesa de billar, aunque es acertado que las ideas le llegaban mientras jugaba con sus amigos a este tipo de juegos de precisión. Algo que no se menciona, pero sí queda bastante explícito visualmente, es que Mozart tenía cierta adicción a las apuestas, algo que empeoraba su situación económica.

- En la película, Mozart se muestra remiso a impartir clases; en la realidad esto sucedió de manera contraria, ya que no podía permitirse el lujo de rechazar un sueldo que le era imprescindible.

- En el filme, Mozart se desmaya y muere horas después del estreno de La Flauta Mágica. El Mozart histórico aparentemente sufrió un ligero desmayo durante el estreno de dicha ópera, sin embargo pudo terminar de dirigir el estreno, además de dar algunas presentaciones más él mismo durante unos meses, antes de caer enfermo en la cama para nunca recuperarse. Murió tres meses después del estreno de su última ópera.

- Franz Xaver Süssmayr, el aprendiz de Mozart, fue quien tomó dictado del Réquiem mientras este yacía en la cama y no Antonio Salieri.

- Mozart murió tras una larga agonía que duró días, siendo en sus últimas horas incapaz siquiera de hablar. Falleció acompañado de su médico, algunos alumnos y su esposa e hijos. Por lo tanto, en la vida real, Antonio Salieri no presenció la muerte de su contemporáneo.

## Banda sonora
Sir Neville Marriner dirigió a la Academy of Saint Martin in the Fields en una completa banda sonora que contiene temas de Mozart, Pergolesi y Salieri. A continuación, entre otras, aparecen las piezas que muestra la película:
- Sinfonía n.º 25 KV 183 de Mozart.
- Klavierstück in F 33b de Mozart
- Stabat Mater de Pergolesi.
- Música gitana de principios del siglo XVIII.
- Serenata para viento n.º 10 KV 361 de Mozart.
- Final turco de El rapto en el serrallo de Mozart.
- Sinfonía n.º 29 KV 201 de Mozart.
- Concierto para dos pianos n. 10 KV 365, primer movimiento, de Mozart.
- Kyrie de la Gran Misa en do menor de Mozart.
- Sinfonía Concertante, primer movimiento de Mozart.
- Concierto de piano n.º 22 KV 482, 3.er. movimiento, de Mozart.
- Las bodas de Fígaro, movimientos del III y IV acto de Mozart.
- Don Giovanni, escena final del comendador de Mozart, cuando el padre de Mozart muere.
- Zaide, aria, de Mozart.
- La flauta mágica, Aria de la Reina de la Noche (Der Hölle Rache kocht in meinem Herzen), Aria de Papageno y el Dueto de Papageno y Papagena.
- Réquiem KV 626: Introitus, Dies Irae, Rex Tremendae, Confutatis y Lacrimosa, de Mozart.
- Concierto para piano n.º 20 KV 466 de Mozart.
- Axur, rey de Ormuz, de Salieri ("Son queste le speranze", aria para soprano y número final).